# یاسوهیکو کاوازو
یاسوهیکو کاوازو (انگلیسی: Yasuhiko Kawazu؛ زادهٔ ۲۱ ژانویهٔ ۱۹۶۶) صداپیشه اهل ژاپن است. وی از سال ۱۹۹۰ میلادی تاکنون مشغول فعالیت بوده‌است.